# Mehmet Kaplan
Mehmet Kaplan (né le 18 juillet 1971 à Gaziantep, Turquie) est un homme politique suédois, membre du Parti de l'environnement Les Verts (MP). Il est ministre du Logement et du Développement urbain de 2014 à 2016.

## Parcours politique
Ministre du Logement et du Développement urbain, il présente sa démission le 18 avril 2016 après avoir publié une vidéo qui prétendait que les persécutions des Juifs sous l'Allemagne nazie étaient similaires au quotidien des Palestiniens.